# Hilmar Pawliczek
Hilmar Pawliczek es un deportista alemán que compitió para la RFA en piragüismo en la modalidad de eslalon. Ganó una medalla de plata en el Campeonato Mundial de Piragüismo en Eslalon de 1953, en la prueba de F1 por equipos.

## Palmarés internacional
| Campeonato Mundial | Campeonato Mundial | Campeonato Mundial | Campeonato Mundial |
| Año                | Lugar              | Medalla            | Competición        |
| ------------------ | ------------------ | ------------------ | ------------------ |
| 1953               | Merano (Italia)    | Medalla de plata   | F1 por equipos     |